# Paittasjärvi, Kiruna kommun

För andra betydelser, se Paittasjärvi.  
Paittasjärvi är en spökby i Karesuando socken, Kiruna kommun. Den ligger tre mil sydost om Karesuando invid sjön Paittasjärvi.
När byn var som störst, på 1950-talet, bodde där ett tjugotal personer. 2006 avled byns då siste invånare och Paittasjärvi blev en spökby.